# Jewgienij Jewsiukow
Jewgienij Afanasjewicz Jewsiukow, ros. Евгений Афанасьевич Евсюков (ur. 2 stycznia 1950 w Krasnojarsku) – rosyjski lekkoatleta specjalizujący się w chodzie sportowym, uczestnik letnich igrzysk olimpijskich w Moskwie (1980). W czasie swojej kariery reprezentował Związek Socjalistycznych Republik Radzieckich.

## Sukcesy sportowe
- dwukrotny halowy mistrz ZSRR w chodzie na 5000 metrów – 1978, 1979[1]

| Rok  | Miasto        | Zawody                    | Konkurencja    | Wynik         |
| ---- | ------------- | ------------------------- | -------------- | ------------- |
| 1976 | Malmö         | mistrzostwa świata        | chód na 50 km  | 10. miejsce   |
| 1977 | Milton Keynes | puchar świata             | chód na 20 km  | 6. miejsce    |
| 1980 | Moskwa        | igrzyska olimpijskie      | chód na 20 km  | 4. miejsce    |
| 1981 | Walencja      | puchar świata             | chód na 20 km  | 4. miejsce    |
| 1983 | Budapeszt     | halowe mistrzostwa Europy | chód na 5000 m | srebrny medal |
| 1983 | Helsinki      | mistrzostwa świata        | chód na 20 km  | brązowy medal |
| 1983 | Bergen        | puchar świata             | chód na 20 km  | 5. miejsce    |

## Rekordy życiowe
- chód na 5000 metrów (hala) – 19:41,66 – Budapeszt 05/03/1983
- chód na 20 kilometrów – 1:19:53 – Czerkasy 27/04/1980
- chód na 50 kilometrów – 3:42:04 – Leningrad 03/08/1985